# 동성혼
동성혼(同姓婚)은 같은 성씨(姓氏)를 가진 사람이 서로 혼인하는 것을 말한다.

## 역사
한국에서는 삼국 시대에 신라의 왕실이나 귀족층에서 골품제도의 유지와 왕권 강화를 위한 동성(同姓) 근친혼이 성행하였다. 태종무열왕 김춘추는 진지왕의 아들인 김용춘과 진평왕의 딸인 천명공주 사이에서 태어났는데, 진지왕이 진평왕의 삼촌이므로 용춘은 천명의 5촌당숙이었다. 진성여왕은 자신의 숙부인 김위홍과 혼인했으며, 김춘추는 김유신의 누이인 문희, 보희와 혼인했는데 문희의 딸인 지소는 삼촌인 김유신에게 시집을 갔고, 김유신의 딸 신광은 고모인 문희의 아들 문무왕에게 시집을 갔다. 헌덕왕은 숙부의 딸과 사촌끼리 결혼하였다. 고려 초에도 왕실의 동성 근친혼이 성행하여 이복남매 간의 결혼까지도 행해졌다.
그러나, 고려 중엽부터 유학의 영향으로 근친혈족 간의 혼인이 규제되기 시작해 고려 말에는 왕실 내의 근친혼풍습이 사라졌다. 유교이념을 기초로 건국된 조선 시대에는 성(姓)과 본(本)이 같은 사람 사이의 혼인이 철저하게 금지되었고, 모계혈족도 6촌까지 혼인이 금지되었다.
조선시대의 동성동본금혼(同姓同本禁婚) 원칙은 일제강점기에도 조선의 관습법으로 인정되었고, 대한민국에서도 1960년 1월 1일부터 시행된 민법에 이를 규정하였다. 중국에서는 중화민국 민법의 친속편(親屬編)이 시행된 1931년 5월 5일 동성금혼 제도가 폐지되었고, 조선민주주의인민공화국에서는 1948년에 동성동본금혼 제도가 폐지되었는데, 대한민국 민법 제정 당시에도 이에 대해 시대착오적 입법이라는 반론이 있었다.

## 폐지
동성동본 금혼 규정에 대해서는 친족 관계를 확인하기 어려운 지나치게 광범위한 범위에서 단지 성과 본관이 같다는 이유로 혼인을 금지하는 것은 타당성이 없다는 이유로 계속 이의가 제기되었으며, 1978년, 1988년, 1996년에는 각각 1년 동안 '혼인에 관한 특례법'을 시행하여 동성동본인 사실혼 부부가 혼인신고를 할 수 있도록 법적으로 구제하였다.
결국, 1997년 7월 16일에 헌법재판소는 동성동본금혼 규정에 대해 헌법불합치 결정을 내려 그 효력을 중지시켰고, 2005년에 민법 개정이 이루어져 같은 해 3월 31일에 폐지되었다. 현재는 동성동본 여부를 불문하고 8촌 이내의 혈족 사이에서 혼인을 금지하고 있다.

## 같이 보기
- 근친혼